# Sandra Köppenová
Sandra Köppen (provd. Zuckschwerdt), (* 15. květen 1975 Postupim, Německá demokratická republika) je bývalá reprezentantka Německa v judu a sumu.

## Sportovní kariéra
S judem začala ve 14 letech. Jejím trenérem byl Wolfgang Zuckschwerdt, za kterého se po skončení vrcholové kariéry provdala. Skoro celou svojí kariéru sváděla tvrdé nominační boje o účast na vrcholné akci. Tato vnitřní rivalita byla pravděpodobně důvodem proč ze tří účastí na olympijských hrách uspěla pouze jednou.
V roce 2000 se na olympijských hrách v Sydney probojovala až do semifinále. Tam nestačila na Číňanku Juan Chua a v souboji o bronz nakonec podlehla své soupeřce na praporky rozhodčích. V roce 2004 na olympijských hrách v Athénách prožila velké zklamání, když ve druhém kole protaktizovala zápas s Ekvádorkou Chalá. V roce 2008 na olympijských hrách v Pekingu nestačila v prvním kole na Australanku Shepherd.
Mimo úspěšné kariéry v judu byla podobně úspěšná v sumu — v sumu (ISF) je několikanásobnou mistryní světa a Evropy.

## Výsledky

### Váhové kategorie
| Turnaj             | 1992       | 1993       | 1994       | 1995       | 1996       | 1997       | 1998       | 1999       | 2000       | 2001       | 2002       | 2003       | 2004       | 2005       | 2006       | 2007       | 2008       |
| Turnaj             | 17         | 18         | 19         | 20         | 21         | 22         | 23         | 24         | 25         | 26         | 27         | 28         | 29         | 30         | 31         | 32         | 33         |
| Turnaj             | těžká váha | těžká váha | těžká váha | těžká váha | těžká váha | těžká váha | těžká váha | těžká váha | těžká váha | těžká váha | těžká váha | těžká váha | těžká váha | těžká váha | těžká váha | těžká váha | těžká váha |
| ------------------ | ---------- | ---------- | ---------- | ---------- | ---------- | ---------- | ---------- | ---------- | ---------- | ---------- | ---------- | ---------- | ---------- | ---------- | ---------- | ---------- | ---------- |
| Olympijské hry     | —          |            |            |            | —          |            |            |            | 5.         |            |            |            | úč.        |            |            |            | úč.        |
| Mistrovství světa  |            | —          |            | —          |            | 7.         |            | úč.        |            | 3.         |            | 5.         |            | —          |            | 3.         |            |
| Mistrovství Evropy | —          | —          | —          | —          | —          | —          | 3.         | 3.         | —          | —          | 1.         | 3.         | —          | —          | úč.        | —          | —          |
| MS juniorů         | 5.         |            |            |            |            |            |            |            |            |            |            |            |            |            |            |            |            |
| ME juniorů         | —          | 3.         |            |            |            |            |            |            |            |            |            |            |            |            |            |            |            |

### Bez rozdílu vah
| Turnaj             | 1992 | 1993 | 1994 | 1995 | 1996 | 1997 | 1998 | 1999 | 2000 | 2001 | 2002 | 2003 | 2004 | 2005 | 2006 | 2007 | 2008 |
| Turnaj             | 17   | 18   | 19   | 20   | 21   | 22   | 23   | 24   | 25   | 26   | 27   | 28   | 29   | 30   | 31   | 32   | 33   |
| ------------------ | ---- | ---- | ---- | ---- | ---- | ---- | ---- | ---- | ---- | ---- | ---- | ---- | ---- | ---- | ---- | ---- | ---- |
| Mistrovství světa  |      | —    |      | 5.   |      | úč.  |      | —    |      | —    |      | —    |      | —    |      | —    |      |
| Mistrovství Evropy | —    | —    | —    | 5.   | 5.   | úč.  | —    | —    | —    | 1.   | —    | —    | —    | 5.   | —    | —    |      |